# Macrobis
Els macrobis (grec antic: Μακροβίοι, llatí: Macrobii) foren una tribu o poble del sud d'Egipte esmentada per Heròdot, qui la situa vagament «al sud», sense precisar més; es podria referir a un indret de l'actual Etiòpia, Somàlia o, més probablement, Sudan, i en concret al Kordofan.
Els macrobis són descrits com una nació poderosa i rica, notables per la seva altura, bellesa i sobretot longevitat (makrobíos significa, en grec, 'de llarga vida'), i també força civilitzats. Heròdot diu que l'abundància d'or al seu país va estimular el rei Cambises de Pèrsia a enviar-hi una expedició, però com que no portaven prou aigua ni menjar, els perses van morir pel camí i molt pocs van retornar.